# Käränkälampi
Käränkälampi är en sjö i kommunen Lieksa i landskapet Norra Karelen i Finland. Den är 12,4 meter djup. Arean är 42 hektar och strandlinjen är 3,56 kilometer lång. Sjön  ingår i Vuoksens huvudavrinningsområde.   Den ligger omkring 61 kilometer norr om Joensuu och omkring 420 kilometer nordöst om Helsingfors. 